# Okręg wyborczy nr 52 do Senatu Rzeczypospolitej Polskiej
Okręg wyborczy nr 52 do Senatu Rzeczypospolitej Polskiej obejmuje obszar powiatu opolskiego oraz miasta na prawach powiatu Opola (województwo opolskie). Wybierany jest w nim 1 senator na zasadzie większości względnej.
Utworzony został w 2011 na podstawie Kodeksu wyborczego. Po raz pierwszy zorganizowano w nim wybory 9 października 2011. Wcześniej obszar okręgu nr 52 należał do okręgu nr 20.
Siedzibą okręgowej komisji wyborczej jest Opole.

## Reprezentanci okręgu
| Rok  | Rok  | Senator            | Komitet wyborczy                           |
| ---- | ---- | ------------------ | ------------------------------------------ |
|      | 2011 | Piotr Wach         | Platforma Obywatelska RP                   |
| 2015 |      | Piotr Wach         | Platforma Obywatelska RP                   |
|      | 2019 | Danuta Jazłowiecka | KKW Koalicja Obywatelska PO .N iPL Zieloni |
|      | 2023 | Piotr Woźniak      | Nowa Lewica                                |

## Wyniki wyborów
Symbolem „●” oznaczono senatora ubiegającego się o reelekcję.

### Wybory parlamentarne 2011
| Kandydat                                                                                     | Kandydat            | Komitet wyborczy             | Głosów | Głosów | Głosów |
| Kandydat                                                                                     | Kandydat            | Komitet wyborczy             | Liczba | %      | +/–    |
| -------------------------------------------------------------------------------------------- | ------------------- | ---------------------------- | ------ | ------ | ------ |
|                                                                                              | Piotr Wach ●        | Platforma Obywatelska RP     | 35 934 | 38,94  | –      |
|                                                                                              | Stanisław Nicieja   | Sojusz Lewicy Demokratycznej | 24 968 | 27,05  | –      |
|                                                                                              | Norbert Rasch       | KWW Mniejszość Niemiecka     | 14 279 | 15,47  | –      |
|                                                                                              | Sławomir Brzeziński | Prawo i Sprawiedliwość       | 13 105 | 14,20  | –      |
|                                                                                              | Emil Antoniszyn     | Polskie Stronnictwo Ludowe   | 4001   | 4,34   | –      |
| Frekwencja: 45,91% Liczba głosów ważnych: 92 287 (97,27%) Źródło: Państwowa Komisja Wyborcza |                     |                              |        |        |        |

● Piotr Wach reprezentował w Senacie VII kadencji (2007–2011) okręg nr 20.

### Wybory parlamentarne 2015
| Kandydat                                                                                     | Kandydat         | Komitet wyborczy                              | Głosów | Głosów | Głosów |
| Kandydat                                                                                     | Kandydat         | Komitet wyborczy                              | Liczba | %      | +/–    |
| -------------------------------------------------------------------------------------------- | ---------------- | --------------------------------------------- | ------ | ------ | ------ |
|                                                                                              | Piotr Wach ●     | Platforma Obywatelska RP                      | 27 693 | 29,69  | –9,23  |
|                                                                                              | Marcin Ociepa    | Prawo i Sprawiedliwość                        | 24 812 | 26,60  | +12,4  |
|                                                                                              | Róża Malik       | KWW Mniejszość Niemiecka                      | 13 881 | 14,88  | –0,59  |
|                                                                                              | Piotr Wach       | Nowoczesna Ryszarda Petru                     | 12 838 | 13,76  | –      |
|                                                                                              | Łukasz Denys     | KWW Obywatele RP                              | 4659   | 5,00   | –      |
|                                                                                              | Adam Kępiński    | KWW Min. 15zł/h Świeckie Państwo Zus Max. 30% | 3741   | 4,01   | –      |
|                                                                                              | Jan Krzesiński   | Polskie Stronnictwo Ludowe                    | 3152   | 3,38   | –0,96  |
|                                                                                              | Franciszek Dezor | KWW Franciszka Dezor                          | 2496   | 2,68   | –      |
| Frekwencja: 47,37% Liczba głosów ważnych: 93 272 (97,07%) Źródło: Państwowa Komisja Wyborcza |                  |                                               |        |        |        |

### Wybory parlamentarne 2019
| Kandydat                                                                                      | Kandydat           | Komitet wyborczy                           | Głosów | Głosów | Głosów |
| Kandydat                                                                                      | Kandydat           | Komitet wyborczy                           | Liczba | %      | +/–    |
| --------------------------------------------------------------------------------------------- | ------------------ | ------------------------------------------ | ------ | ------ | ------ |
|                                                                                               | Danuta Jazłowiecka | KKW Koalicja Obywatelska PO .N iPL Zieloni | 60 597 | 54,54  | +11,09 |
|                                                                                               | Marek Kawa         | Prawo i Sprawiedliwość                     | 31 598 | 28,44  | +1,84  |
|                                                                                               | Rafał Bartek       | KWW Mniejszość Niemiecka                   | 18 917 | 17,03  | +2,15  |
| Frekwencja: 57,59% Liczba głosów ważnych: 111 112 (97,69%) Źródło: Państwowa Komisja Wyborcza |                    |                                            |        |        |        |

### Wybory parlamentarne 2023
| Kandydat                                                                                      | Kandydat      | Komitet wyborczy         | Głosów | Głosów | Głosów |
| Kandydat                                                                                      | Kandydat      | Komitet wyborczy         | Liczba | %      | +/–    |
| --------------------------------------------------------------------------------------------- | ------------- | ------------------------ | ------ | ------ | ------ |
|                                                                                               | Piotr Woźniak | Nowa Lewica              | 68 452 | 52,29  | –      |
|                                                                                               | Marcin Lorenc | Prawo i Sprawiedliwość   | 33 061 | 25,26  | –3,18  |
|                                                                                               | Henryk Lakwa  | KWW Mniejszość Niemiecka | 29 390 | 22,45  | +5,42  |
| Frekwencja: 70,29% Liczba głosów ważnych: 130 903 (96,94%) Źródło: Państwowa Komisja Wyborcza |               |                          |        |        |        |